# Tarapur
Tarapur est une ville du district de Palghar dans l'état de Maharashtra en Inde.
Sa population était de 6 962 habitants en 2021.
Elle est située à proximité de la Centrale nucléaire de Tarapur, une des plus vieilles centrales nucléaire en fonctionnement au monde (52 ans en 2021).